# Campylopus flindersii
Campylopus flindersii là một loài rêu trong họ Dicranaceae. Loài này được Catches. & J.-P. Frahm mô tả khoa học đầu tiên năm 1985.